# Ronny (film en français, 1931)
Pour les articles homonymes, voir Ronny.
Pour plus de détails, voir Fiche technique et Distribution.
Ronny est un film allemand de Reinhold Schünzel et Roger Le Bon, sorti en 1931. Il s'agit de la version en français du film en allemand tourné la même année par Reinhold Schünzel.

## Fiche technique
- Titre français : Ronny
- Réalisation : Reinhold Schünzel et Roger Le Bon
- Scénario : Reinhold Schünzel et Emeric Pressburger
- Direction artistique : Werner Schlichting et Benno von Arent
- Photographie : Robert Baberske et Fritz Arno Wagner
- Pays d'origine : Allemagne  République de Weimar
- Format : Noir et blanc
- Genre : comédie musicale
- Date de sortie : 1931

## Distribution
- Käthe von Nagy : Ronny
- Marc Dantzer : Rudolph, Prince de Peruse
- Fernand Frey : le ministre
- Lucien Baroux : Directeur de théâtre
- Georges Deneubourg : Ministre de la justice
- Gustave Huberdeau : Ministre d'état
- Charles Fallot : Ministre des finances
- Guy Sloux : Bomboni
- Lucien Callamand : Anton